# Sericania dubiosa
Sericania dubiosa är en skalbaggsart som beskrevs av Ahrens 2004. Sericania dubiosa ingår i släktet Sericania och familjen Melolonthidae. Inga underarter finns listade i Catalogue of Life.